# Operacja Sandstone

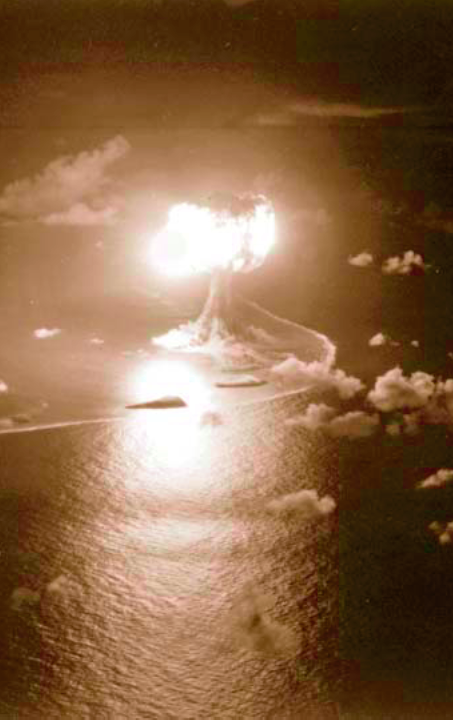
Eksplozja Sandstone X-Ray

Operation Sandstone – trzecia seria amerykańskich prób z bronią atomową. Zostały one przeprowadzone wiosną 1948 na atolu Eniwetok.
| Nazwa testu | Data             | Miejsce  | Siła       |
| ----------- | ---------------- | -------- | ---------- |
| X-Ray       | 14 kwietnia 1948 | Eniwetok | 37 kiloton |
| Yoke        | 30 kwietnia 1948 | Eniwetok | 49 kiloton |
| Zebra       | 14 maja 1948     | Eniwetok | 18 kiloton |

Próby zostały zatwierdzone 27 czerwca 1947 roku, a Atol Eniwetok został wybrany na ich miejsce 11 października tego samego roku. 140 mieszkańców zostało przesiedlonych na atol Ujelang w grudniu 1947.